# ماهر أباظة
محمد ماهر عثمان أباظة ( 12 مارس 1930م - 4 أكتوبر 2007 ) ، هو وزير الكهرباء المصري من 14 مايو 1980 حتى 5 أكتوبر 1999 .

## حياته
وُلد محمد ماهر أباظة في 12 مارس 1930م في قرية الربعمائة، بمركز منيا القمح ، محافظة الشرقية وهو عم وزير الزراعة السابق أمين أباظة . حصل على بكالوريوس الهندسة تخصص الكهرباء جامعة فؤاد الأول عام 1951م ).
عمل أباظة رئيساً لمجلس إدارة هيئة المحطات النووية لتوليد الكهرباء، ورئيساً لمجلس إدارة هيئة مشروع المحطات المائية، ورئيساً لمجلس إدارة هيئة تنمية واستخدام الطاقة الجديدة والمتجددة، وعضواً بمجلس إدارة هيئة الاستثمار والغرفة التجارية الأمريكية والغرفة التجارية الألمانية، وعضواً في مجلس الشعب ورئيس لجنة الشؤون الخارجية بالمجلس.

## إنجازاته
شهدت وزارة الكهرباء في عهده عدة إنجازات في إطار برنامج الإصلاح وإعادة الهيكلة حيث تم إنشاء هيئة لتوزيع الطاقة الكهربائية للأشراف على شركات التوزيع سنة 1983 ، وفي عام 1985 تم التوسع في محطات توليد الكهرباء المائية، فتم إنشاء محطة خزان أسوان ومحطة قناطر إسنا ومحطة نجع حمادى، وكذلك استكمال تجديد توربينات محطة توليد كهرباء السد العالي ، وتمثل محطات الطاقة الكهربائية المائية حوالى 18% من إجمالى الطاقة الكهربائية المستهلكة في مصر .
حصل على العديد من الأوسمة والنياشين، منها وسام الجمهورية من الطبقة الأولى من الرئيس أنور السادات ووسام الجمهورية من الطبقة الثالثة من الرئيس جمال عبد الناصر , و نوط الامتياز , ووشاح النيل الذي سلمه له الرئيس حسني مبارك وقلادة النيل العظمى, كذلك حصل على أوسمة من ألمانيا الاتحادية وإيطاليا وهولندا وفنلندا ويوغسلافيا وسوريا ودول أخرى، ووسام الدولة من أفريقيا الوسطى , ووسام الاستحقاق من اليونان , ووسام الامتياز من السويد , ووسام الجمهورية من كل من النيجر وفرنسا وبولندا , وشارك في العديد من اللجان والمنظمات إلى جانب عضويته بمجلس إدارة معهد أديسون للكهرباء ورئاسته للمنظمة الدولية لتوريد ونقل وتوزيع الكهرباء للمنطقة الأفروآسيوية.

## وفاته
تُوفي ماهر أباظة في الخميس 4 أكتوبر عام 2007 عن عُمر يُناهز 77 عاماً, وشيعت جنازته بعد صلاة الجمعة في اليوم التالي من مسجد آل رشدان بمدينة نصر ، وقد لف جثمانه بعلم الجمهورية وحملته سيارة المدفع في جنازة عسكرية وسط حشد من رجال الدولة حينئذٍ كالدكتور أحمد نظيف رئيس مجلس الوزراء السابق، والدكتور زكريا عزمي رئيس ديوان رئيس الجمهورية، وفضيلة الإمام الأكبر الدكتور محمد سيد طنطاوي شيخ الأزهر، ورئيسى مجلس الشعب ومجلس الشورى وتم دفن جثمان المهندس ماهر أباظة في مسقط رأسه بقرية «الربعمائة» .